# يوم الخميس (مزيج شريط)
يوم الخميس (بالإنجليزية: Thursday)‏ هو مزيج الشريط الثاني للمغني الكندي ذا ويكند، صدر بشكل مستقل 19 أغسطس، 2011. ولقد تبعته انتقادات لاذعة. هي موسيقى ممزوجة بداون تيمبو،دبستيب، دريم بوب، هيب هوب، روك ونمط راجاي. كما كانو معه في عمله السابق، المنتج الكندي دوك مكيني ولإنجلو كان مسؤولين عن إنتاج مزيج الشريط. فنان شركة الإنتاج يونغ موني دريك ساهم صوتياً في أغنية «المنطقة».
على مشراف الإطلاق يوم الخميس تلقى مراجعات إيجابية من النقاد، من منهم من قام بمقارنته مع بيت البالون. «حجر متدحرج» و«الطيور الجزء الأول» وصدرت كأغاني شبه مستقلة قبل صدور مزيج الشريط. يوم الخميس تم إعادة إصداره لاحقاً، وتم حزمه مع ألبوم تجميع ذا ويكند «ثلاثي» (2012).

## روابط خارجية
- يوم الخميس على موقع ميتاكريتيك (الإنجليزية)
- يوم الخميس على موقع أول موفي (الإنجليزية)